# Cremonhaus

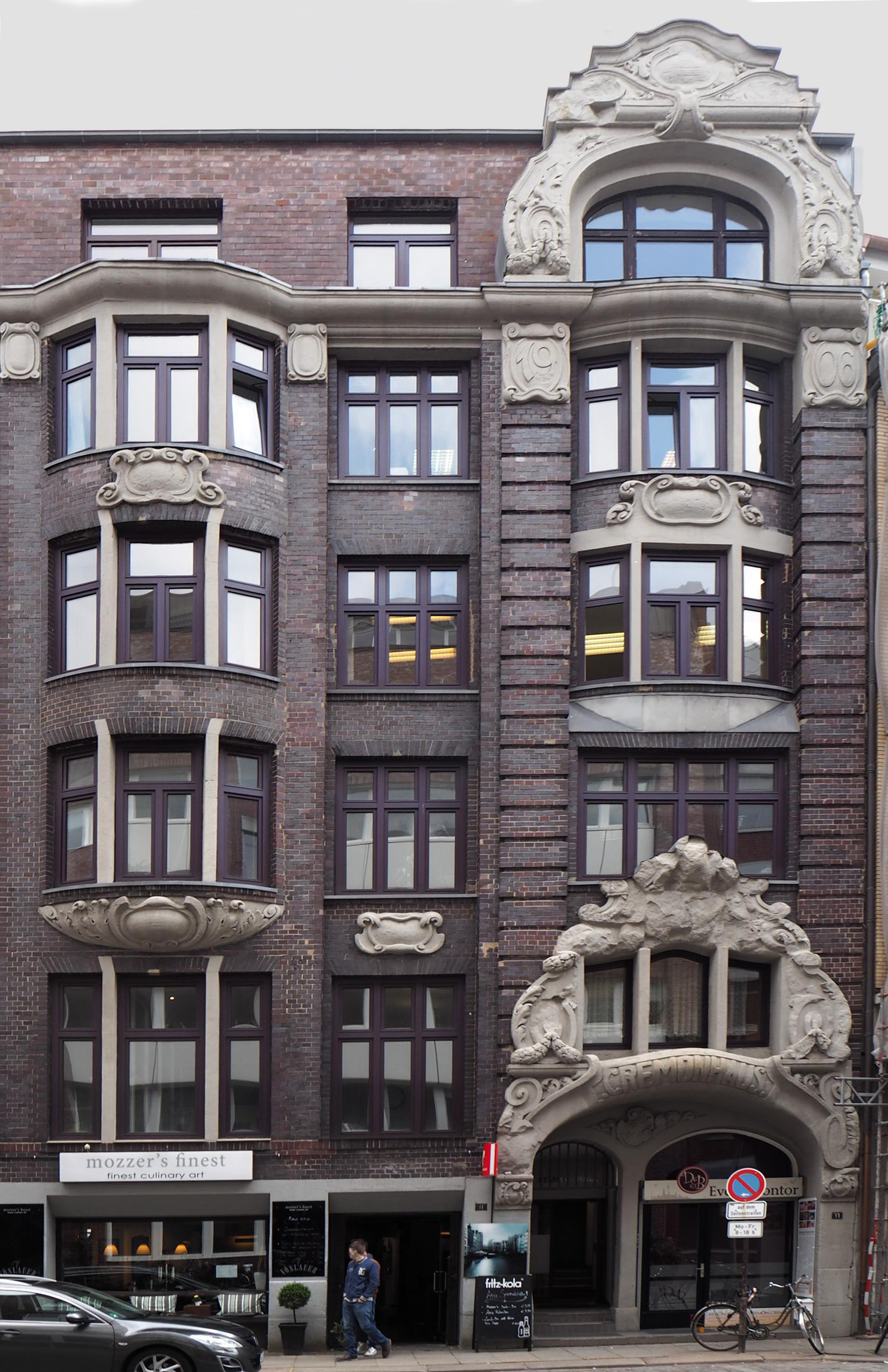
Fassade des Cremonhauses (Teilansicht)

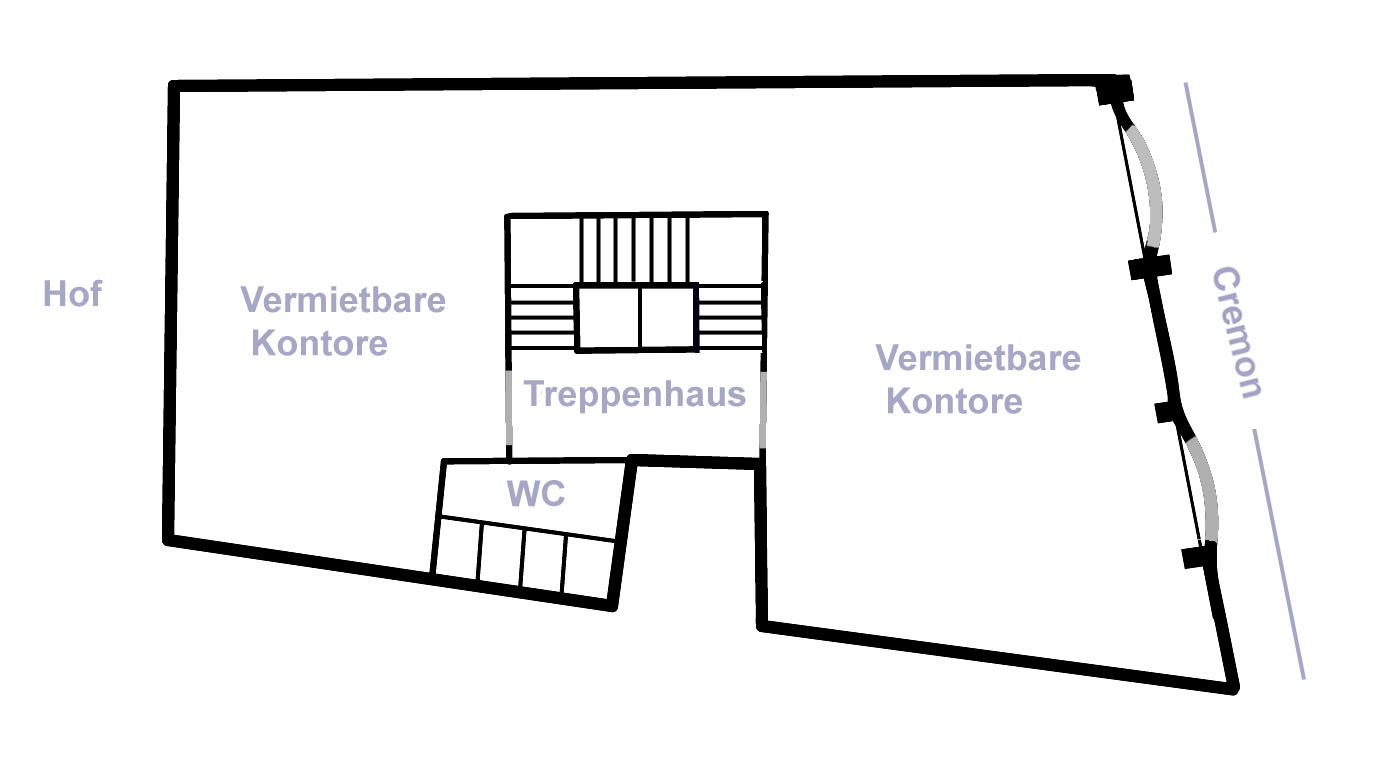
Skizze des ursprünglichen Grundrisses (Vorderhaus, Obergeschoss)

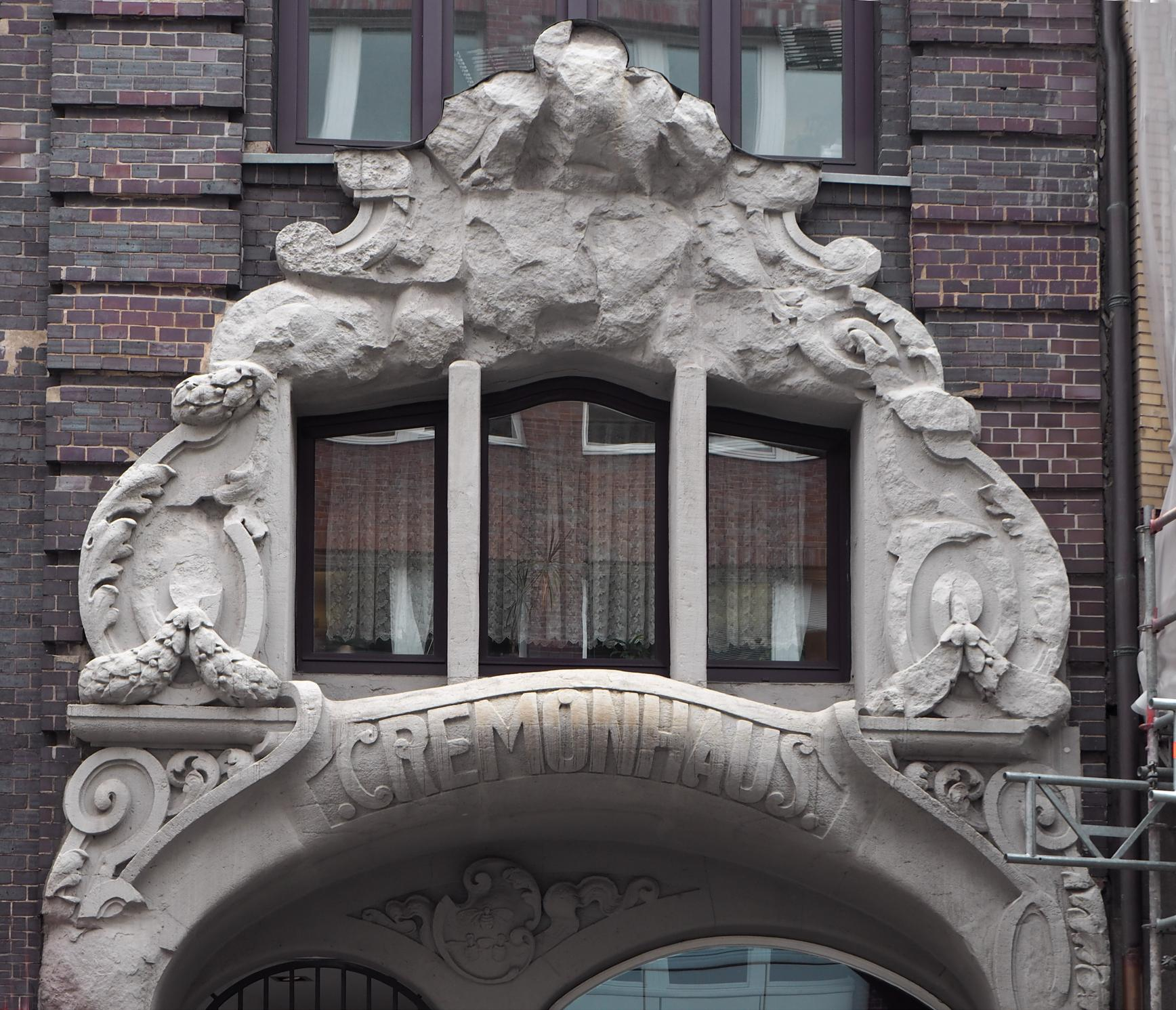
Schmuckformen über dem Portal mit Kriegsschäden

Das Cremonhaus ist ein historisches Kontorhaus im Hamburger Stadtteil Hamburg-Altstadt. Es liegt an der Straße Cremon, Hausnummer 11, auf der ehemaligen Cremon-Insel.

## Baugeschichte und Nutzung
Das Haus wurde 1905 bis 1906 nach Plänen des Hamburger Architekten Gustav Blohm errichtet, der gemeinsam mit F. X. Laub auch Bauherr war. Das Cremeonhaus bestand ursprünglich aus zwei Bauteilen, einem Vorderhaus mit vermietbaren Kontoren und einem Hinterhaus, das als Lager genutzt wurde; es lag am Katharinenfleet, das 1946 verfüllt wurde.
Die Fassade des Vorderhauses ist insgesamt gut erhalten. Nur das reich verzierte Eingangsportal weist Kriegsschäden aus dem Zweiten Weltkrieg auf. Auch das schlichte Dachgeschoss ist nicht mehr ursprünglich, es wurde vereinfacht wiederaufgebaut. Im Innern hat man die ursprüngliche Ausstattung durch eine schmucklose Fliesenverkleidung ersetzt.

## Baubeschreibung (Vorderhaus)
Es handelt sich um einen vierachsigen Klinkerbau mit Sandsteinsockel, der als frühes Beispiel für den Heimatstil angesehen werden kann. Helle Gliederungselemente bilden einen Kontrast zu den dunklen Hartbrandklinkern. Über einem Tiefparterre folgen fünf Obergeschosse, von denen das oberste in der Dachzone liegt. 
An der Fassade tritt die Eingangsachse besonders hervor. Sie ist als vorspringender Risalit gestaltet mit gequaderten Wandpfeilern und einem neubarocken Ziergiebel. Das wuchtige Eingangsportal greift ins erste Obergeschoss über. Es weist ausladende Zierformen auf, die ebenfalls vom Barock beeinflusst sind, aber auch Jugendstilelemente enthalten. Zierelemente finden sich auch an einigen Fensterbrüstungen und an einer Erker-Konsole.
Über dem Eingang sind im dritten und vierten Obergeschoss dreiteilige ausgebuchtete Fenster eingelassen, sogenannte Bow Windows. Diese Fenster finden sich auch in der übernächsten Achse. Dort bilden sie einen flachen Erker, der vom zweiten bis zum vierten Obergeschoss reicht.